# Xylobium
Xylobium – rodzaj sympodialnych roślin z rodziny storczykowatych (Orchidaceae). Do tego rodzaju należą zarówno gatunki epifityczne jak i naziemne. Pseudobulwy od obłych po podłużne zazwyczaj z 1–3 liśćmi. Liście podłużne, skręcone i częściowo złożone. Kwiatostany wiszące lub wyprostowane, wyrastające u nasady pseudobulwy. Kwiaty spiralnie wyrastają wokół łodygi kwiatowej. Wielkość kwiatów waha się od 2–5 cm, białe, kremowe, brązowe lub kasztanowe bardzo często o lekko owocowym zapachu. Ważka swobodna, prosta lub trzyklapowa. Słupek wyprostowany lub zakrzywiony z widoczną bazą. Torebka elipsoidalna, prosta i pękająca poprzecznie.
Rośliny z tego rodzaju rosną w wilgotnych lasach tropikalnych na wysokościach do 1600 m, choć Xylobium variegatum można spotkać na wysokościach do 2400 m. Gatunki tego rodzaju są rozpowszechnione od południowego Meksyku, przez Amerykę Centralną do Ameryki Południowej (Kolumbia, Gujana, Surinam, Gujana Francuska, Ekwador, Peru, Boliwia, Brazylia). Najwięcej gatunków występuje w Wenezueli.

## Systematyka
Rodzaj sklasyfikowany do podplemienia Maxillariinae w plemieniu Cymbidieae, podrodzina epidendronowe (Epidendroideae), rodzina storczykowate (Orchidaceae), rząd szparagowce (Asparagales) w obrębie roślin jednoliściennych.
Wykaz gatunków
- Xylobium aurantiacum (A.Rich. & Galeotti) Schltr.
- Xylobium bractescens (Lindl.) Kraenzl.
- Xylobium buchtienianum Kraenzl.
- Xylobium chapadense (Barb.Rodr.) Cogn.
- Xylobium coelia (Rchb.f. & Warsz.) Rolfe
- Xylobium colleyi (Bateman ex Lindl.) Rolfe
- Xylobium corrugatum (Lindl.) Rolfe
- Xylobium cylindrobulbon (Regel) Schltr.
- Xylobium dusenii Kraenzl.
- Xylobium elatum Rolfe
- Xylobium elongatum (Lindl. & Paxton) Hemsl.
- Xylobium flavescens Schltr.
- Xylobium foveatum (Lindl.) G.Nicholson
- Xylobium hyacinthinum (Rchb.f.) Gentil
- Xylobium hypocritum (Rchb.f.) Rolfe
- Xylobium leontoglossum (Rchb.f.) Benth. ex Rolfe
- Xylobium medinae Szlach. & Kolan.
- Xylobium miliaceum (Rchb.f.) Rolfe
- Xylobium modestum Schltr.
- Xylobium ornatum (Klotzsch) Rolfe
- Xylobium ortizianum Szlach. & Kolan.
- Xylobium pallidiflorum (Hook.) G.Nicholson
- Xylobium palmifolium (Sw.) Fawc.
- Xylobium papillosum Archila, Szlach. & Pérez-García
- Xylobium serratum D.E.Benn. & Christenson
- Xylobium squalens (Lindl.) Lindl.
- Xylobium stanhopeifolium Schltr.
- Xylobium subintegrum C.Schweinf.
- Xylobium subpulchrum Dressler
- Xylobium sulfurinum (Lem.) Schltr.
- Xylobium tubilabium Szlach. & Kolan.
- Xylobium undulatum (Ruiz & Pav.) Rolfe
- Xylobium varicosum (Rchb.f.) Rolfe
- Xylobium variegatum (Ruiz & Pav.) Garay & Dunst.
- Xylobium wilhelminae Ormerod
- Xylobium zarumense Dodson